# 下根町 (佐倉市)
下根町（しもねまち）は、千葉県佐倉市の大字。2017年10月31日現在の人口は0人。郵便番号285-0007。

## 地理
北は岩名、南は下根に隣接している。

## 小字
小字は以下の通り。
- 雪済（ゆきずみ）
- 中屋敷（なかやしき）
- 八幡前（はちまんまえ）

## 歴史
明治5年から明治22年までは下根町であり、印旛郡のうち。文久3年幕命による佐倉藩江戸詰藩士の引揚げに際し、下根村の一部が屋敷地として分与された。この屋敷地を中心に岩名村境の下根村の一部が明治5年分村して成立。ここに住んだ士族の1人井上信利の子虎三は、東京本郷の順天堂院長佐藤尚中の養子（佐藤佐）となり、副院長をつとめた。明治6年千葉県に所属。明治22年内郷村の大字となる。

### 年表
- 1872年（明治5年） - 下根村の一部が下根町として分村[5]。
- 1873年（明治6年） - 千葉県に所属。
- 1889年（明治22年）4月1日 - 内郷村大字下根となる。
  - 町村制施行し大佐倉村、岩名村、飯野村、飯野町、土浮村、山崎村、下根村、下根町、萩山新田、飯田村が合併し印旛郡内郷村が発足。
- 1937年（昭和12年）2月11日 - 佐倉町大字下根となる。
  - 佐倉町・内郷村が合併し、佐倉町が発足。
- 1954年（昭和29年）3月31日 - 佐倉市下根となる。
  - 佐倉町・臼井町・弥富村・志津村・根郷村・和田村が合併し、佐倉市が発足。
- 1954年（昭和29年） - 大部分が佐倉市下根に編入[5]。

## 小・中学校の学区
市立小・中学校に通う場合、学区は以下の通りとなる。
| 地域 | 小学校             | 中学校             |
| ---- | ------------------ | ------------------ |
| 全域 | 佐倉市立内郷小学校 | 佐倉市立佐倉中学校 |